# James Edward Keeler

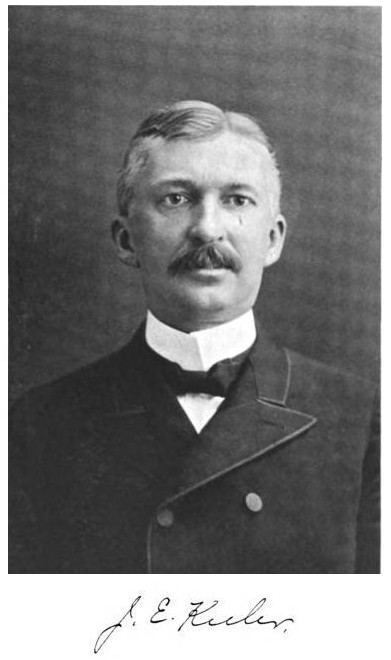
James Edward Keeler

James Edward Keeler (* 10. September 1857 in La Salle, Illinois (Vereinigte Staaten); † 12. August 1900 in San Francisco) war ein US-amerikanischer Astrophysiker. Er befasste sich v. a. mit Planetenbeobachtung und Spektroskopie.

## Leben
Zwischen seinem zwölften und zwanzigsten Lebensjahr ging Keeler nicht zur Schule, sondern bildete sich selbständig weiter.
Keeler studierte seit 1877 mit Hilfe eines Gönners an der Johns-Hopkins-Universität in Baltimore und machte dort 1881 seinen Abschluss. Er wurde Assistent von Samuel Pierpoint Langley an der Alleghenny-Sternwarte in Pennsylvania. Hier blieb er bis 1886. Er begann seine Arbeit am Observatorium mit einer Expedition in die Rocky Mountains, um die Infrarotstrahlung der Sonne zu messen.
Zwischen 1883 und 1884 hielt er sich zu weiteren Studien in Heidelberg und Berlin auf.
1886 ging Keeler an das Lick-Observatorium auf dem Mount Hamilton (das allerdings erst 1888 fertiggestellt wurde), wo er seit 1888 die Stelle eines Astronomen innehatte. Am 1. Juni 1891 wurde er zum Direktor der Alleghenny-Sternwarte ernannt und gleichzeitig als Professor für Astrophysik an der Western University of Pennsylvania angestellt. 1898 kehrte er als Direktor an die Lick-Sternwarte zurück.
James Edward Keeler starb unerwartet am 12. August 1900 in San Francisco.

## Werk
Keelers Spezialgebiet war die Spektroskopie.
Seine frühesten Arbeiten betrafen die spektroskopische Ähnlichkeit zwischen den Sternspektren und dem Orion-Nebel. 1894 gelang ihm der spektroskopische Nachweis der Radialgeschwindigkeit planetarischer Spiralnebel anhand der Rot- bzw. Blauverschiebung. Sein Erfolg ist im Wesentlichen auf seine instrumentelle Ausstattung zurückzuführen; ihm stand ein Gitterspektroskop zur Verfügung, das er mit dem 91-cm-Refraktor der Lick-Sternwarte kombinierte. (s. Gudrun Wolfschmidt, Milchstraße, Nebel, Galaxien, 1995)
Er führte auch Planetenbeobachtungen aus, so z. B. die des Mars, wobei er die Beobachtungen der so genannten Marskanäle, die Schiaparelli gefunden zu haben glaubte und die Ende des 19. Jahrhunderts soviel Spekulationen auslösten, nicht bestätigen konnte. 1895 untersuchte und erkennt er den meteorischen Aufbau der Saturnringe mit Hilfe spektroskopischer Verfahren, um deren Umlaufzeit zu ermitteln. Er fand, dass die Ringe nicht einheitlich rotierten und deshalb nicht aus fester Materie bestehen konnten. So unterstützte er die Annahme von James Clerk Maxwell, dass die Ringe aus Meteoriten und Staub bestünden. Zudem war er der erste, der im Januar 1888 die Encke-Teilung der Saturn-Ringe beobachtete.
Keeler war neben seiner Beobachtungskunst auch in der Lage, Instrumente zu konstruieren und verbessern. So baute er einen verbesserten Spektrografen, der die fotografische Aufnahme von stellaren Spektrallinien auch geringer Helligkeit erlaubte.
Keeler erkannte, dass der Großteil der Galaxien eine Spiralform aufweist.

## Ehrungen
- 1892 wurde er in die American Academy of Arts and Sciences gewählt.
- 1898 wurde Keeler Mitglied der Royal Astronomical Society in London.
- 1900 wurde Keeler in die National Academy of Sciences der USA gewählt.
- 1970 wurde der Mondkrater Keeler nach ihm benannt.
- 1973 wurde der Marskrater Keeler nach ihm benannt.
- 1988 wurde der Asteroid (2261) Keeler nach ihm benannt.[1]